# Andrea Ehrig
Andrea Ehrig (nacida como Andrea Mitscherlich y conocida como Andrea Schöne después de su primer matrimonio, Dresde, RDA, 1 de diciembre de 1960) es una deportista de la RDA que compitió en patinaje de velocidad sobre hielo. Estuvo casada con el patinador Andreas Ehrig.
Participó en cuatro Juegos Olímpicos de Invierno, entre los años 1976 y 1988, obteniendo en total seis medallas: plata en Innsbruck 1976 en la prueba de 3000 m; tres en Sarajevo 1984, oro en 3000 m y dos platas en 1000 m y 1500 m, y tres en Calgary 1988, dos platas en 3000 m y 5000 m y bronce en 1500 m.
Ganó seis medallas en el Campeonato Mundial de Patinaje de Velocidad sobre Hielo entre los años 1982 y 1987, y cinco medallas en el Campeonato Europeo de Patinaje de Velocidad sobre Hielo entre los años 1983 y 1988.

## Palmarés internacional
| Juegos Olímpicos   | Juegos Olímpicos            | Juegos Olímpicos  | Juegos Olímpicos      |
| Año                | Lugar                       | Medalla           | Prueba                |
| ------------------ | --------------------------- | ----------------- | --------------------- |
| 1976               | Innsbruck (Austria)         | Medalla de plata  | 3000 m                |
| 1984               | Sarajevo (Yugoslavia)       | Medalla de oro    | 3000 m                |
| 1984               | Sarajevo (Yugoslavia)       | Medalla de plata  | 1000 m                |
| 1984               | Sarajevo (Yugoslavia)       | Medalla de plata  | 1500 m                |
| 1988               | Calgary (Canadá)            | Medalla de plata  | 3000 m                |
| 1988               | Calgary (Canadá)            | Medalla de plata  | 5000 m                |
| 1988               | Calgary (Canadá)            | Medalla de bronce | 1500 m                |
| Campeonato Mundial |                             |                   |                       |
| Año                | Lugar                       | Medalla           | Prueba                |
| 1982               | Inzell (RFA)                | Medalla de plata  | Clasificación general |
| 1983               | Karl-Marx-Stadt (RDA)       | Medalla de oro    | Clasificación general |
| 1984               | Deventer (Países Bajos)     | Medalla de plata  | Clasificación general |
| 1985               | Sarajevo (Yugoslavia)       | Medalla de oro    | Clasificación general |
| 1986               | La Haya (Países Bajos)      | Medalla de plata  | Clasificación general |
| 1987               | West Allis (Estados Unidos) | Medalla de plata  | Clasificación general |
| Campeonato Europeo |                             |                   |                       |
| Año                | Lugar                       | Medalla           | Prueba                |
| 1983               | Heerenveen (Países Bajos)   | Medalla de oro    | Clasificación general |
| 1985               | Groninga (Países Bajos)     | Medalla de oro    | Clasificación general |
| 1986               | Geithus (Países Bajos)      | Medalla de oro    | Clasificación general |
| 1987               | Groninga (Países Bajos)     | Medalla de oro    | Clasificación general |
| 1988               | Kongsberg (Noruega)         | Medalla de oro    | Clasificación general |